# نیوهیون، شهرستان گراتیوت، میشیگان
نیوهیون (به انگلیسی: New Haven Township) یک منطقهٔ مسکونی در ایالات متحده آمریکا است که در شهرستان گراتیت، میشیگان واقع شده‌است.
 نیوهیون ۹۲٫۲ کیلومتر مربع مساحت و ۱٬۰۱۶ نفر جمعیت دارد و ۲۳۷ متر بالاتر از سطح دریا واقع شده‌است.